# Сернаше-ду-Бонжардін
Сернаше-ду-Бонжардін (порт. Cernache do Bonjardim; МФА: [sɨɾ.ˈna.ʃɨ du bõ.ʒaɾ.ˈdĩ]) — парафія в Португалії, у муніципалітеті Сертан. Розташована в східній частині країни, на теренах історичної португальської провінції Бейра. Входить до складу округу Каштелу-Бранку. За адміністративним поділом, чинним до 1976 року, терени парафії були складовою провінції Нижня Бейра. Належить до Порталегрівсько-Каштелу-Бранківської діоцезії Католицької церкви. Патрон — святий Севастіан. Площа — 71,5926 км². Населення — 3052 ос. (2011). Слабо урбанізований регіон. Густота населення — 42,63 осіб/км²
. Код — 050904.

## Населення
| Кількість мешканців | Кількість мешканців | Кількість мешканців | Кількість мешканців | Кількість мешканців | Кількість мешканців | Кількість мешканців | Кількість мешканців | Кількість мешканців | Кількість мешканців | Кількість мешканців | Кількість мешканців | Кількість мешканців | Кількість мешканців | Кількість мешканців |
| ------------------- | ------------------- | ------------------- | ------------------- | ------------------- | ------------------- | ------------------- | ------------------- | ------------------- | ------------------- | ------------------- | ------------------- | ------------------- | ------------------- | ------------------- |
| 1864                | 1878                | 1890                | 1900                | 1911                | 1920                | 1930                | 1940                | 1950                | 1960                | 1970                | 1981                | 1991                | 2001                | 2011                |
| 2 610               | 3 218               | 3 333               | 3 713               | 4 098               | 4 357               | 4 173               | 4 584               | 4 960               | 5 041               | 4 389               | 4 152               | 3 633               | 3 284               | 3 052               |